# Rick Blight
Richard Derek „Rick“ Blight (* 17. Oktober 1955 in Portage la Prairie, Manitoba; † 3. April 2005 nahe Saint-Ambroise, Manitoba) war ein kanadischer Eishockeyspieler, der im Verlauf seiner aktiven Karriere zwischen 1972 und 1983 unter anderem 331 Spiele für die Vancouver Canucks und Los Angeles Kings in der National Hockey League (NHL) auf der Position des rechten Flügelstürmers bestritten hat. Seinen größten Karriereerfolg feierte Blight im Trikot der kanadischen U20-Nationalmannschaft mit dem Gewinn der Silbermedaille bei der inoffiziellen Junioren-Weltmeisterschaft 1975. Seine Nichte Halli Krzyzaniak ist ebenfalls Eishockeyspielerin und gewann mit der kanadischen Frauennationalmannschaft mehrere Weltmeisterschaftsmedaillen.

## Karriere
Blight spielte zu Beginn seiner Juniorenzeit zunächst in seiner Geburtsstadt Portage la Prairie bei den Portage Terriers in der Manitoba Junior Hockey League (MJHL). Zur Spielzeit 1972/73 wechselte der rechte Flügelstürmer in die höherklassige Western Canada Hockey League (WCHL) zu den Brandon Wheat Kings. Dort untermauerte er bereits in seiner ersten Saison sein Talent und erhielt, nachdem er in 68 Saisonspielen 93 Scorerpunkte gesammelt hatte, die Stewart „Butch“ Paul Memorial Trophy als Liganeuling des Jahres. In den folgenden beiden Spieljahren ließ Blight 130 und 112 Scorerpunkte folgen, sodass er seine Juniorenkarriere in der WCHL mit insgesamt 347 Punkten in 229 Partien beendete. Sein letztes Jahr bei den Wheat Kings hatte Blight trotz der Auswahl im WHA Amateur Draft 1974 in der zweiten Runde an 19. Position durch die Michigan Stags aus der World Hockey Association (WHA) noch bei den Junioren absolviert. Nach dem endgültigen Ende seiner Juniorenlaufbahn folgte schließlich die Auswahl im NHL Amateur Draft 1975 an der zehnten Gesamtposition der ersten Runde durch die Vancouver Canucks aus der National Hockey League (NHL), die zu dieser Zeit mit der WHA in großer Konkurrenz stand.
Das Talent entschied sich in der Folge des Drafts einen Vertrag bei den Vancouver Canucks zu unterschreiben und erarbeitete sich dort zu Beginn der Saison 1975/76 gleich einen Stammplatz im NHL-Kader. In seiner Rookiespielzeit gelangen dem Angreifer 25 Tore und insgesamt 56 Punkte. In den beiden folgenden Jahren ließ er zwei weitere Spielzeiten mit mindestens 25 Toren und zudem mehr als 60 Scorerpunkten folgen. Aufgrund zahlreicher Verletzungen und Problemen mit den Knien konnte Blight ab der Spielzeit 1978/79 auf NHL-Niveau nicht mehr sein Potential abrufen, sodass er in zwei aufeinanderfolgenden Jahren bis zum Sommer 1980 nicht mehr als 20 Punkte sammelte. Die Canucks schoben den Stürmer daher vor der Spielzeit 1980/81 zu ihrem Farmteam, den Dallas Black Hawks, in die Central Hockey League ab. Dort bestritt er eine nahezu verletzungsfreie Saison und wurde nach 95 Scorerpunkten, die ihm den vierten Platz in der Scorerwertung bescherten, ins Second All-Star Team der Liga berufen.
Dennoch entließen die Canucks ihre einstige Erstrundenwahl im Sommer 1981 und so schloss sich der Flügelspieler im August 1981 als Free Agent für ein Jahr dem Franchise der Toronto Maple Leafs an. Er schaffte den Sprung in den Kader des Teams jedoch nicht und kam zunächst bei deren CHL-Kooperationspartner Cincinnati Tigers zu Einsätzen. Ebenso stand er im Spieljahr 1981/82 für den SC Bern aus der Schweizer Nationalliga A und die Wichita Wind, die ebenfalls in der CHL beheimatet waren, auf dem Eis. Im Oktober 1982 fand er – abermals als Free Agent – in den Edmonton Oilers einen neuen Arbeitgeber. Nachdem er dort bis Anfang Dezember desselben Jahres nur für deren Farmteam Moncton Alpines in der American Hockey League (AHL) eingesetzt wurden war, transferierten ihn die Oilers nach nur sechs Wochen im Tausch für Alan Hangsleben zu den Los Angeles Kings. Bei den Kaliforniern kam Blight im restlichen Verlauf der Saison 1982/83 hauptsächlich bei den New Haven Nighthawks in der AHL zu Einsatzminuten. Zudem stand er zweimal für die Kings selbst in der NHL auf dem Eis. Im Sommer 1983 beendete der 28-Jährige aufgrund anhaltender Verletzungsprobleme schließlich seine aktive Laufbahn.
Blight verschwand am 3. April 2005 zunächst spurlos aus seinem Wohnort Portage la Prairie und wurde nach einer zweiwöchigen, landesweiten Suche am 17. April in der Nähe des etwa 50 Kilometer entfernten Saint-Ambroise am Manitobasee tot in seinem Fahrzeug aufgefunden. Als Todesursache wurde ein Suizid festgestellt.

### International
Für sein Heimatland nahm Blight mit der kanadischen U20-Nationalmannschaft an der zweiten, inoffiziellen Junioren-Weltmeisterschaft 1975 in der kanadischen Provinz Manitoba teil. Der rechte Flügelstürmer kam in allen fünf Turnierspielen zum Einsatz und punktete dabei viermal. Die Kanadier sicherten sich am Turnierende die Silbermedaille.

## Erfolge und Auszeichnungen
- 1973 Stewart „Butch“ Paul Memorial Trophy
- 1981 CHL Second All-Star Team
- 1995 Aufnahme in die Manitoba Sports Hall of Fame

### International
- 1975 Silbermedaille bei der Junioren-Weltmeisterschaft

## Karrierestatistik

### International
Vertrat Kanada bei:
- Junioren-Weltmeisterschaft 1975

(Legende zur Spielerstatistik: Sp oder GP = absolvierte Spiele; T oder G = erzielte Tore; V oder A = erzielte Assists; Pkt oder Pts = erzielte Scorerpunkte; SM oder PIM = erhaltene Strafminuten; +/− = Plus/Minus-Bilanz; PP = erzielte Überzahltore; SH = erzielte Unterzahltore; GW = erzielte Siegtore; 1 Play-downs/Relegation; Kursiv: Statistik nicht vollständig)